# Wincenty Sękowski
Wincenty Sękowski, także Senkowski, pierwotnie Senkus (ur. 5 września 1840 w Aszmoniszkach koło Mariampola, zm. 10 kwietnia 1911 w Mariampolu) – polski duchowny katolicki, generał zakonu Marianów.
Pochodził z rodziny chłopskiej, był synem Mateusza Senkusa i Anny Bróndzówny; od młodości używał nazwiska Sękowski. Ukończył gimnazjum w Mariampolu, w 1858 wstąpił tamże do zakonu Marianów i kształcił się w mariampolskim klasztorze w dziedzinie teologii. Uczestniczył w polskich manifestacjach patriotycznych (1861 i 1862). W latach 1862–1866 studiował w Akademii Duchownej w Warszawie, którą ukończył ze stopniem kandydata teologii (z wynikiem "celującym ze szczególną zaletą"). Również w Warszawie przyjął w 1864 święcenia kapłańskie.
W tym samym czasie władze carskie dokonały kasaty zakonu marianów w Rosji (1864), pozostawiając jedynie klasztor w Mariampolu. Tam też osiadł Sękowski i pełnił liczne funkcje, m.in. ekonoma; przyczynił się do powiększenia miejscowego kościoła o dwie nowe kaplice. Zajmował się duszpasterstwem w parafii mariampolskiej oraz uczył religii; 24 listopada 1892 został wybrany na generała zakonu. Bez powodzenia zabiegał u władz państwowych o prawo przyjmowania kandydatów do zakonu; w 1904 liczba marianów była już tak mała, że klasztor zamknięto, a cztery lata później ks. Sękowski został ostatnim żyjącym zakonnikiem.
Inicjatywę odrodzenia zakonu marianów podjęli dwaj profesorowie Akademii Duchownej w Petersburgu, Jerzy Matulewicz i Franciszek Buczys. Za specjalną zgodą Stolicy Apostolskiej zakon został przekształcony w tajne zgromadzenie (bez habitów). 29 sierpnia 1909 w Warszawie w obecności Sękowskiego śluby zakonne – na ręce delegata Stolicy Apostolskiej Kazimierza Ruszkiewicza – złożył Matulewicz, a Buczys wstąpił do mariańskiego nowicjatu. Dalszy rozwój zakonu nastąpił po zatwierdzeniu nowej konstytucji przez papieża Piusa X w listopadzie 1910; ks. Sękowski zmarł pół roku później w kwietniu 1911 i został pochowany przy kościele w Mariampolu. Jego następcą na stanowisku generała zakonu marianów został Jerzy Matulewicz, przyszły błogosławiony Kościoła katolickiego.